# Andalgalomys pearsoni
Andalgalomys pearsoni е вид бозайник от семейство Хомякови (Cricetidae).

## Разпространение
Видът е разпространен в Боливия и Парагвай.